# Municipio Regional de York
El Municipio Regional de York es una subdivisión administrativa de la provincia canadiense de Ontario. Se encuentra al norte de la ciudad de Toronto. Incluye la ciudad principal de Vaughan, las ciudades secundarias de Aurora, East Gwillimbury, Georgina, Markham, Newmarket, Richmond Hill, y la Municipalidad de King. El censo de población de 2011 dio un resultado de 1.032.524 habitantes. Tiene una población estimada, a fines de 2020, de 1.200.262 habitantes.
En el censo de Canadá de 2006, 50.815 residentes habitaban las zonas rurales en el municipio, y 841.897 residían en zonas urbanas. Su tasa de crecimiento del 22,4% entre 2001 y 2006 fue la tercera más alta entre todas las divisiones censales de Canadá, y el Gobierno de Ontario espera que su población supere los 1,5 millones de habitantes para el año 2031.

## Demografía
El Municipio Regional de York es una de las divisiones censales de más rápido crecimiento en Canadá: de 2001 a 2006, su población aumentó un 22,4%. Con su densidad de población de 506,7 habitantes por kilómetro cuadrado, estaba en el puesto 11° en Canadá.
De acuerdo al censo de 2006:

### Composición étnica
- Italianos              16.9%
- Ingleses           15.1%
- Escoceses             10.0%
- Irlandeses             9.2%
- Alemanes              5.0%
- Franceses              4.0%
- Polacos                3.6%
- Rusos                    3.5%
- Ucranianos             2.1%
- Griegos                 2.0%
- Neerlandeses      2.0%
- Israelíes               0.2%

Grupos minoritarios visibles:
- Chinos: 15.6%
- Surasiáticos: 9.1%
- Asiáticos occidentales: 2.4%
- Negros: 2.4%
- Filipinos: 1.9%
- Coreanos: 1.2%
- Sureste asiático: 1.1%
- Latinoamericanos: 1.0%
- Árabes: 0.8%
- Japoneses: 0.2%
- Otros: 0.4%
- Minoría Visible Múltiple: 1.0%

### Idiomas principales
Primeros idiomas:
- Inglés: 59%
- Francés: 1%
- Otros idiomas: 40%

## Divisiones censales adyacentes
|                                   | Norte: Lake Simcoe |                                    |
| Oeste: Municipio Regional de Peel |                    | Este: Municipio Regional de Durham |
|                                   | Sur: Toronto       |                                    |